# Écomusée de Margeride
L'écomusée de Margeride est un écomusée français situé à Ruynes-en-Margeride, dans le département du Cantal.
Le musée est composé de trois sites qui racontent l'histoire de la Margeride, région montagneuse du Massif central, mettant en valeur son patrimoine ainsi que ses savoir-faire.

## Histoire
En 1975, des habitants de Loubaresse ont entrepris une initiative visant à préserver leur patrimoine. Ils ont ainsi ouvert au public la « Maison du paysan ». À partir de cette activité collective, au sein de laquelle l'association « Maison du paysan » a su s'entourer de spécialistes en sciences, est né, en 1984, l'Écomusée de Margeride, un musée placé sous la tutelle de l'État.

## Description

### Jardin de Saint-Martin
Le jardin offre une opportunité de découvrir les écosystèmes naturels de la région, ainsi que la faune et la flore locales, lors de visites autonomes ou guidées. Dans la cour intérieure, un espace est consacré à la culture de plantes aromatiques et potagères qui étaient utilisées à des fins médicinales ou alimentaires.

### Ferme Pierre Allègre
Cet endroit relate la vie passée des paysans de Margeride, au sein d'une ferme à l'architecture traditionnelle qui se trouve dans le village de Loubaresse, à proximité de la Truyère.

### École de Clémence Fontille
Dans l'établissement scolaire baptisé Clémence Fontille, en l'honneur de l'institutrice qui était très estimée par les élèves au début du XXe siècle, on préserve le mobilier et les collections d'objets d'une salle de classe typique des années 1930. 
Par ailleurs, l'école, y compris les latrines, le jardin potager, la cour et la salle de classe, sont inscrits au titre des monuments historiques par arrêté du 15 septembre 1993.

## Label
L'écomusée a été honoré du prix « Osez le musée » remis par le ministère de la Culture.

## Animations
Des événements y sont organisés.

## Fréquentation
| 2001   | 2002   | 2003   | 2004   | 2005   | 2006   |
| ------ | ------ | ------ | ------ | ------ | ------ |
| 18 558 | 19 132 | 16 156 | 19 233 | 15 641 | 17 512 |
| 2007   | 2008   | 2009   | 2010   | 2011   | 2012   |
| 9 028  | 10 050 | 11 427 | 12 869 | 12 707 | 10 153 |
| 2013   | 2014   | 2015   | 2016   | 2017   | 2018   |
| 8 927  | 7 593  | 8 809  | 9 314  | 9 837  | 14 309 |
| 2019   |        |        |        |        |        |
| 13 320 |        |        |        |        |        |